# Ранні роки життя Саймона Кузнеця
Ра́нні роки́ життя́ Са́ймона Кузне́ця недостатньо досліджені, через що в різних джерелах наводяться різні версії подій.
Ця стаття наводить детальну інформацію з усіма підтвердженими авторитетними джерелами версіями подій, що відбулися в житті американського економіста Саймона Кузнеця (уродженого Семена (Шимена) Абрамовича Кузнеця) від його народження до еміграції до Сполучених Штатів Америки в 1922 році. Стаття не надає перевагу жодному з джерел та надає читачеві можливість обрати той варіант біографії, який він вважає найбільш правдоподібним. У розташуванні варіантів перевага надавалася офіційним джерелам, енциклопедіям і заявам самого Саймона Кузнеця.

## Народження та родина
Семен Кузнець народився в єврейській родині:
- у Росії — згідно з автобіографією Кузнеця[2], книгою Intellectual Capital: Forty Years of the Nobel Prize in Economics[3]
- у Харкові (сучасна Україна) — згідно з Британською енциклопедією[4], Українською радянською енциклопедією[5], енциклопедичним біографічним словником «Русское зарубежье. Золотая книга эмиграции. Первая треть XX века»[6], офіційними документами Кузнеця[7], Вісником НАН України[8], довідником Current Biography Yearbook 1972[9], працею Віталія Абліцова[10], Економічним словником[11], сайтом Харківського університету[12]
- у Пінську (сучасна Білорусь) — згідно з енциклопедичним біографічним словником «Русское зарубежье. Золотая книга эмиграции. Первая треть XX века»[6], працею дослідника його біографії Сімона Вейла[1], дослідженням білоруського краєзнавця Олександра Ільїна[7], спогадами родичів[13], довідником Fifty Major Economists[14], книгою Economics in Russia: Studies in Intellectual History[15], сайтом Харківської обласної ради[16], сайтом НТУУ «КПІ»[17]

у 1901 році:
- 17 (30) квітня — згідно з Британською енциклопедією[4], Українською радянською енциклопедією[5], довідником Current Biography Yearbook 1972[9], сайтом Харківського університету[12], працею дослідника його біографії Сімона Вейла[1]
- 10 квітня — згідно з Енциклопедичним словником економіки[18]

Його батько, Абрам Ісакович Кузнець, був:
- торговцем хутром — згідно з енциклопедичним біографічним словником «Русское зарубежье. Золотая книга эмиграции. Первая треть XX века»[6], довідником Current Biography Yearbook 1972[9]
- вправним хутровиком — згідно з працею Вібги Капурії-Формана та Марка Перльмана[19], довідником Fifty Major Economists[14]
- працював у хутровому бізнесі — згідно зі спогадами родичів[13]
- заможним банкіром — згідно з працею дослідника його біографії Сімона Вейла[1]
- столинським міщанином, головним бухгалтером пінського відділення Азово-Донського комерційного банку та досить заможною людиною — згідно з дослідженням білоруського краєзнавця Олександра Ільїна[7]
- працював у банку — згідно зі спогадами родичів[13]

Його мати, уродженка Рівного Поліна Кузнець (Фрідман), походила з родини торговців хутром і була неповносправною. Був середнім сином у сім'ї — мав старшого брата Соломона 1900 року народження та молодшого брата Георга 1909 року.

## Еміграція батька до США
Його батько емігрував до Сполучених Штатів Америки:
- до Першої світової війни — згідно з автобіографією Кузнеця[2]
- у 1907 році — згідно з Британською енциклопедією[4], Енциклопедичним словником економіки[18], енциклопедичним біографічним словником «Русское зарубежье. Золотая книга эмиграции. Первая треть XX века»[6], довідником Current Biography Yearbook 1972[9], Вісником НАН України[8]
- у 1909 році — згідно зі спогадами родичів[13]
- у 1910 році — згідно з дослідженням білоруського краєзнавця Олександра Ільїна[7] та спогадами родичів[13]
- на початку Першої світової війни, приблизно в той самий час, коли Семен з матір'ю і молодшим братом Георгом переїхали до Харкова — згідно з працею дослідника його біографії Сімона Вейла[1]
- під час Громадянської війни у Росії — згідно з працею Вібги Капурії-Формана та Марка Перльмана[19]

Він емігрував до Сполучених Штатів Америки:
- наодинці:
  - у пошуках кращого життя — згідно з довідником Current Biography Yearbook 1972[9]
  - через Лейпциг, за фальшивими документами, привласнивши значну суму коштів Азово-Донського комерційного банку, в якому він працював (за різними оцінками від 30 до 100 тисяч золотих рублів) та позичивши ще 15 тисяч рублів у заможних пінчан — згідно з дослідженням білоруського краєзнавця Олександра Ільїна[7]
  - одразу після переїзду сім'ї до Рівного — згідно зі спогадами родичів[13]
- разом із братом Семена Кузнеця — згідно з  книгою Intellectual Capital: Forty Years of the Nobel Prize in Economics[3]
- разом із старшим братом Семена Кузнеця Соломоном, через Туреччину — згідно з працею дослідника його біографії Сімона Вейла[1]
- разом з усіма трьома дітьми, через Туреччину — згідно з працею Вібги Капурії-Формана та Марка Перльмана[19]

## Середня освіта
Родина Кузнеців переїхала до Рівного:
- близько 1907 року і без батька — згідно зі спогадами родичів[13]
- у 1908 році в повному складі — згідно з дослідженням білоруського краєзнавця Олександра Ільїна[7]
- у 1909 році, не пізніше квітня, в повному складі — згідно з працею дослідника його біографії Володимира Московкіна[20]
- у 1909 році, після народження сина Георга, в повному складі — згідно зі спогадами родичів[13]
- не пізніше 1909 року — згідно з некрологом брата Семена Кузнеця Георга[21]
- у 1910 або 1911 році, без батька і старшого брата Соломона, які емігрували до США — згідно з працею дослідника його біографії Сімона Вейла[1]

У Рівному Шимен жив у двомовній родині: його мати була російськомовною, а її батьки розмовляли їдишем. Родина оселилася на вулиці Шосейній (нині — Соборна).
Він розпочав навчання:
- у реальному училищі:
  - у Пінську, де й закінчив реальне училище — згідно з некрологом авторства Мозеса Абрамовича[22]
  - у Харкові — згідно з Вісником НАН України[8], працею Вібги Капурії-Формана та Марка Перльмана[19]
  - 14 серпня 1910 у Рівненському реального училища, на рік пізніше за брата Соломона, і закінчив у Рівному підготовчий та чотири перші класи училища — згідно з працею дослідника його біографії Володимира Московкіна[20]
- у Харківській класичній гімназії — згідно з  Економічним словником[11]

Семен Кузнець переїхав до Харкова:
- до початку Першої світової війни, для вступу до реального училища — згідно з працею Вібги Капурії-Формана та Марка Перльмана[19]
- на початку Першої світової війни з ініціативи батька — згідно з довідником Fifty Major Economists[14]
- після початку Першої світової війни, оскільки в зв'язку з наближенням фронту до Рівного євреї були вивезені з прифронтової смуги — згідно з працею дослідника його біографії Сімона Вейла[1]
- у 1915 році, оскільки в зв'язку з наближенням фронту до Рівного євреї були вивезені з прифронтової смуги — згідно з працею дослідника його біографії Володимира Московкіна[20], спогадами родичів[13], некрологом брата Семена Кузнеця Георга[21]

У Харкові родина проживала:
- від народження Семена — згідно з Британською енциклопедією[4]
- у будинку для біженців з порожнім фасадом, за яким знаходився парк розваг — згідно зі спогадами родичів[13]
- разом з іншими біженцями в будівлі театру-цирку «Муссурі» — згідно з працею дослідника його біографії Володимира Московкіна[23], сайтом Харківської обласної ради[16]

Семен Кузнець навчався у Харківському 2-му реальному училищі
- повний курс навчання — згідно з працею Вібги Капурії-Формана та Марка Перльмана[19]
- з 1915 року, окремо від свого брата Соломона через єврейські квоти — згідно зі спогадами родичів[13]
- у 1915/1917 році, після чого навчався на Вищих вечірніх комерційних курсах при Комерційному  училищі — згідно з сайтом Харківської обласної ради[16]
- з 26 жовтня 1915 по 16 травня 1917 року, і з 1 вересня 1917 до 31 травня 1918 у вищому додатковому класі училища, який давав право на вступ до вищих навчальних закладів — згідно з працею дослідника його біографії Володимира Московкіна[24] та документами, наданими родичами[13]
- з жовтня 1916 до травня 1917 року — згідно з працею дослідника його біографії Сімона Вейла[1]
- не навчався в ній, а закінчив у 1917 році Харківську класичну гімназію — згідно з Економічним словником[11]
- і після його закінчення вступив до гімназії — згідно з Вісником НАН України[8], сайтом НТУУ «КПІ»[17]

## Вища освіта
Після здобуття середньої освіти Кузнець продовжив навчання:
- в університеті в Росії — згідно з автобіографією Кузнеця[2]
- протягом двох років у економічному навчальному закладі — згідно з розповіддю Кузнеця[25]
- в одному з навчальних закладів Харкова — згідно зі спогадами родичів[13]
- у Харківському комерційному інституті — згідно з книгою Economics in Russia: Studies in Intellectual History[15] та іншими джерелами, які наводять більше деталей:
  - з 1918 до липня 1921 року, але припинив там навчання через закриття Харківського університету через події Громадянської війни у Росії — згідно з працею дослідника його біографії Сімона Вейла[1]
  - з 1918 до його закриття в липні 1921 року — згідно з сайтом Харківської обласної ради[16]
  - з кінця 1918 до липня 1921 року — згідно з документами, наданими родичами[13]
  - з осені 1918 до липня 1921 року. Курс навчання в цьому навчальному закладі тривав чотири роки, з яких перші два були відведені під базову економічну підготовку, а останні два — під спеціалізовану. Значну частину дисциплін викладали професори юридичного факультету Харківського університету: серед викладачів Кузнеця були статистик Олексій Анциферов, доктор політичної економії Володимир Левитський, математик Сергій Бернштейн та інші. Через події Громадянської війни у Росії та українських визвольних змагань Харківський комерційний інститут стабільно працював лише до кінця осені 1919 року, після чого він був реорганізований та виселений до будівлі єврейської богадільні, через що навчання фактично припинилося, і Кузнець зміг прослухати лише курси першого і частково другого курсів — згідно з працею дослідника його біографії Володимира Московкіна[24]
- у Харківському університеті на юридичному факультеті — згідно з енциклопедичним біографічним словником «Русское зарубежье. Золотая книга эмиграции. Первая треть XX века»[6], Вісником НАН України[8], сайтом Харківського університету[12], сайтом сайтом НТУУ «КПІ»[17], працею Віталія Абліцова[10] та іншими джерелами, які наводять більше деталей:
  - до його закриття через події Громадянської війни у Росії, коли він був на другому курсі — згідно з працею Вібги Капурії-Формана та Марка Перльмана[19]
  - до його закриття внаслідок Жовтневого перевороту — згідно з довідником Fifty Major Economists[14], книгою Intellectual Capital: Forty Years of the Nobel Prize in Economics[3]
  - з 1916 до його закриття внаслідок Жовтневого перевороту у 1917 році — згідно з приміткою до біографії Йозефа Шумпетера[26].
  - з 1917 року і закінчив його у 1921 році — згідно з  Економічним словником[11]
- у гімназії, де вчився на помічника економіста — згідно з довідником Current Biography Yearbook 1972[9]

Науковці, з якими Кузнець працював у США, вважали, що він здобув у Харкові глибокі знання в галузі статистичних та емпіричних методів та підготував значну частину своєї магістерської дисертації, присвяченої критичному аналізу ідей Йозефа Шумпетера.

## Період між навчанням та еміграцією
Протягом періоду між навчанням і еміграцією Кузнець:
- два роки працював на радянський уряд, зокрема, зокрема, був головою відділу бюро трудової статистики України — згідно з розповіддю Кузнеця[25]
- короткий час був головою відділу бюро трудової статистики України — згідно з працею дослідника його біографії Сімона Вейла[1]
- два роки працював, зокрема, керівником сектору трудової статистики Південного бюро ВЦСПС — згідно зі спогадами родичів[13]
- два роки працював у статистичному відділі Центральної ради профспілок керівником однієї з секцій бюро статистики праці — згідно з сайтом Харківського університету[12]
- з грудня 1919 працював у статистичному відділі Центральної ради профспілок при уряді УСРР, а згодом став керівником сектора трудової статистики Південного бюро ВЦСПС — згідно з сайтом Харківської обласної ради[16]
- працював завідувачем сектору трудової статистики статистичного відділу Південного бюро ВСЦПС під керівництвом І. Н. Дубинської — згідно з працями дослідника його біографії Володимира Московкіна[24][23]
- емігрував до США через Громадянську війну в Росії та закриття Харківського університету — згідно з працею Вібги Капурії-Формана та Марка Перльмана[19]

1921 року в збірці «Матеріали зі статистики труда в Україні» була надрукована стаття С. Кузнеця «Грошова заробітна платня робітників і службовців фабрично-заводської промисловості м. Харкова у 1920 р.».

## Еміграція
У 1921 році:
- родина Кузнеців переїхала до Польщі з метою отримання польського громадянства — згідно з енциклопедичним біографічним словником «Русское зарубежье. Золотая книга эмиграции. Первая треть XX века»[6]
- Семен Кузнець виїхав до рідних у Пінськ і отримав польське громадянство — згідно з сайтом Харківської обласної ради[16]
- родина Кузнеців разом з іншими євреями була депортована назад до Польщі — згідно з працею дослідника його біографії Сімона Вейла[1], некрологом брата Семена Кузнеця Георга[21]
- згідно з Ризьким мирним договором 1921 року Пінськ та Рівне відійшли до Другої Польської Республіки, і Кузнеці як біженці Першої світової війни отримали право повернутися на Батьківщину, після чого Семен разом з братом Соломоном здійснили поїздку до Дніпра, щоб визначити шлях можливої еміграції — згідно з працею дослідника його біографії Володимира Московкіна[24]
- спочатку Семен Кузнець намагався підготувати переїзд родини до Пінська або Рівного, але не зміг цього зробити, а потім родина Кузнеців разом з іншими біженцями-євреями вирішила повернутися назад до Пінська або Рівного, де Семен був невдовзі арештований за підозрою в шпигунстві, але незабаром звільнений — згідно зі спогадами родичів[13]
- згідно з Ризьким мирним договором 1921 року Пінськ та Рівне відійшли до Другої Польської Республіки, і Кузнеці як біженці Першої світової війни отримали право повернутися на Батьківщину та виїхали до Варшави — згідно зі спогадами родичів[13]

Після того родина Кузнеців емігрувала до США з таких причин:
- через економічні проблеми — згідно з довідником Current Biography Yearbook 1972[9]
- через те, що в Польщі Семен був арештований у Польщі з невідомих причин — згідно з працею дослідника його біографії Сімона Вейла[1]
- для реалізації плану батька з об'єднання всієї родини в США та через ризик призову на військову службу в Польщі — згідно з працею дослідника його біографії Володимира Московкіна[23]
- через Громадянську війну в Росії та закриття Харківського університету — згідно з працею Вібги Капурії-Формана та Марка Перльмана[19], довідником Fifty Major Economists[14]
- не з політичних мотивів, а для того, щоб приєднатися до батька — згідно зі спогадами родичів[13]
- через ризик того, що Семена і Соломона буде призвано на військову службу — згідно зі спогадами родичів[13]

Обставини еміграції до США:
- Семен Кузнець разом з батьком та обома братами виїхали разом через Туреччину на Захід та звідти виїхали до США — згідно з працею Вібги Капурії-Формана та Марка Перльмана[19], довідником Fifty Major Economists[14]
- мати Кузнеця померла дорогою на Захід у Варшаві через хворобу, схожу на розсіяний склероз, і Кузнець разом з молодшим братом Георгом виїхали до США через Вільне місто Данциг — згідно з працею дослідника його біографії Сімона Вейла[1]
- Семен емігрував разом із старшим братом Соломоном через Вільне місто Данциг, а молодший брат Георг з матір'ю залишилися у Варшаві, де за кілька років мати померла — згідно з працею дослідника його біографії Володимира Московкіна[23], спогадами родичів[13], некрологом брата Семена Кузнеця Георга[21]
- Семен емігрував разом зі старшим братом Соломоном — згідно з Енциклопедичним словником економіки[18]
- Семен емігрував разом з молодшим братом Георгом — згідно з сайтом НТУУ «КПІ»[17]
- Семен емігрував разом з молодшим братом Георгом через Польщу — згідно з Вісником НАН України[8],

Семен Кузнець прибув до Нью-Йорка 7 березня 1922 року.